# Epekia
Epekia – niepasożytnicze osiedlanie się zwierząt i roślin na żywym ciele organizmu innego gatunku, np. porostów na korze drzew.